# BartPE
BartPE (Bart's Preinstalled Environment) es una plataforma de rescate con entorno Win32 similar a un Live CD / Live USB, basado en la idea conceptual de Windows PE, orientado a operaciones de rescate e instalación de Microsoft Windows XP o Windows Server 2003.

## Historia
En 2002 Bart Lagerweij comenzó a desarrollar BartPE buscando la posibilidad de programar una plataforma de arranque similar a la que utiliza Windows PE. Como resultado creó una plataforma de arranque similar, e incluso más potente, sin ninguna violación de derechos de autor. De este modo publicaría como freeware una herramienta similar a Windows PE (La cual solo puede ser usada legalmente por grandes empresas desarrolladoras a las que Microsoft distribuye sus productos).
El método consiste en utilizar los ficheros de configuración del sistema operativo Windows XP o Windows 2003 Server que un usuario posee, de modo que es necesario tener una licencia oficial de uno de estos sistemas para crear una imagen bootable de BartPE. De este modo se consigue que la herramienta para crear imágenes de BartPE ("PE Builder") no atente contra ninguna ley de protección de datos.
El propio Bart Lagerweij asegura que BartPE representa a las plataformas de arranque de nueva generación, desbancando de una vez a las obsoletas plataformas basadas en DOS.
PE Builder (programa necesario para crear imágenes de BartPE) estaba disponible a descargar en su sitio oficial hasta el 05/01/2016 (véase enlaces relacionados). Es necesario poseer una de las siguientes versiones de Windows: 
- Windows XP Home Edition (Service Pack 1 o superior)
- Windows XP Professional (Service Pack 1 o superior)
- Windows Server 2003, Web Edition
- Windows Server 2003, Standard Edition
- Windows Server 2003, Enterprise Edition

## Diferencias entre BartPE y Windows PE
Aunque se programó con la intención de obtener un software similar, el resultado final fue un software con más ventajas para el usuario:
- Mientras que Windows PE fue desarrollado como una herramienta para instalación de sistemas, BartPE está orientado como una herramienta de rescate del sistema.
- BartPE dispone de interfaz gráfica (GUI), mientras Windows PE sólo ofrece una shell de línea de comandos.
- BartPE es software libre. Windows PE sólo está disponible legalmente para "Microsoft OEM users".
- BartPE permite el uso e instalación de plugins personalizados. Windows PE sólo permite un reducido número de plugins propios.

## Características de BartPE
- Permite el arranque desde una unidad óptica, o desde una memoria USB mediante la herramienta "petousb.cmd" incluida.
- Proporciona una GUI sencilla y familiar junto con un menú de herramientas útiles, tales como grabador de CD, limpieza de virus, clonación de discos, etc.
- Permite la administración y acceso de volúmenes NTFS mayores de 2 Terabytes, y volúmenes que la BIOS no es capaz de reconocer (como discos duros conectados por fibra óptica).
- Proporciona servicios de red TCP/IP, NetBIOS, uso compartido de recursos, y soporte para Active Directory. Mediante un plugin también puede cargarse un cliente NetWare (IP/IPX).
- Incluye herramientas de control remoto, como VNC.
- Capacidad de poder modificar las configuraciones de la instalación de windows que esté instalado en la máquina.
- Solo soporta versiones de Windows de 32-bit.